# Déborah Ortschitt
Déborah Ortschitt (ur. 10 czerwca 1987 w Miluzie) – francuska siatkarka, reprezentantka kraju, grająca na pozycji libero. Od sezonu 2018/2019 występuje w drużynie Voléro Le Cannet.

## Sukcesy klubowe
Mistrzostwo Francji:
- 2014, 2015, 2022[2]
- 2007, 2008, 2009, 2010, 2011, 2012, 2016
- 2013

Puchar Francji:
- 2014, 2016, 2022